# Right To Play
Right To Play (tot 2003: Olympic Aid) is een internationale humanitaire organisatie opgericht door voormalig schaatser Johann Olav Koss. Met sport en spel probeert Right To Play de ontwikkeling en gezondheid van kinderen in achtergestelde gebieden te bevorderen.

## Over Right To Play
Right To Play is een internationale organisatie die zich inzet voor het recht van ieder kind om te sporten en te spelen. Voor een heleboel kinderen wereldwijd is dit niet vanzelfsprekend en Right To Play gelooft dat sport en spel onmisbaar is in de ontwikkeling van kinderen. Door de kracht van sport en spel in te zetten in gebieden die door oorlog, armoede en ziekte zijn getroffen, leren kinderen belangrijke vaardigheden zoals samenwerken en fair play en wordt spelenderwijs voorlichting gegeven over o.a. ziektes als aids, malaria en tuberculose.
Right To Play zorgt voor een veilige plek voor kinderen om spelenderwijs te leren en geeft kinderen hoop op een betere toekomst. In de projecten wordt geen enkel kind uitgesloten en daarom werkt Right To Play onder andere met meisjes, kinderen met een handicap, kinderen met hiv/aids, straatkinderen, voormalig kindsoldaten en vluchtelingen.

## Organisatie
De CEO en het Executive Team van Right To Play werken vanuit het hoofdkantoor in Toronto, Canada. Zij leggen verantwoording af aan de International Board of Directors. Andere afdelingen op het hoofdkantoor zijn: Internationale Programma’s, Monitoring en Evaluatie, Onderzoek, Onderwijs, Beleid en Strategie, Internationale business ontwikkeling en -communicatie, financiën en personeelszaken.
Right To Play heeft zes nationale kantoren in Canada, Nederland, Noorwegen, Zwitserland, het Verenigd Koninkrijk en de Verenigde Staten. De rol van de nationale kantoren is fondsenwerving, het vergroten van de bekendheid van Right To Play-programma’s en steun zoeken voor haar programma’s bij de nationale regeringen. De nationale kantoren onderhouden tevens de contacten met partners en sportambassadeurs.

## Johann Olav Koss
Johann Olav Koss (29 oktober 1968) is een Noorse voormalige langebaanschaatser, die grote successen kende in de jaren 90. Koss behoorde tot de wereldtop in de eerste helft van de jaren 90. Hij werd wereldkampioen allround in 1990, 1991 en 1994 en Europees kampioen allround in 1991. In 1992 won hij goud op de 1500 meter en zilver op de 10.000 meter bij de Olympische Spelen in Albertville. In 1994 won hij drie keer goud (1500, 5000 en 10.000 meter) bij de Spelen in Lillehammer. Vooral het wereldrecord op de tien kilometer bij de Olympische Spelen in 1994 was een grote prestatie. Zijn tijd 13.30.55 was verreweg de snelste. 
Koss doneerde een groot deel van zijn prijzengeld aan Olympic Aid, een fondsenwervend initiatief dat ontstond in Lillehammer, en hij motiveerde andere atleten hetzelfde te doen. In 1994, op het hoogtepunt van zijn carrière, besloot hij te stoppen met schaatsen en zich te richten op het afronden van zijn studie geneeskunde. Ondertussen bleef Koss betrokken bij Olympic Aid. Nadat hij met eigen ogen had gezien wat het effect van sport kan zijn op de levens van kinderen, wist Koss in 2003 Olympic Aid om te vormen tot Right To Play. 
Door zijn oprichting van Right To Play werd Koss wereldwijd de voorloper van de 'Sport als middel voor Ontwikkeling' beweging. Koss kreeg diverse onderscheidingen, waaronder het eredoctoraat van de University of Calgary en van de Brock University, beiden in Canada. Sinds de oprichting van Right To Play zet Johann Olav Koss zich dagelijks met hart en ziel in om kinderen wereldwijd de mogelijkheid te bieden om te kunnen sporten en spelen. Right To Play gelooft dat de wereld wint als kinderen spelen.

## Doel
Het uiteindelijke doel van Right To Play programma’s is om gedragsverandering in gang te zetten, een complex proces dat meer inhoud dan het verhogen van kennis en bewustwording. Daar zijn vaardigheden voor nodig zoals zelfvertrouwen, omgaan met stress, weerstand kunnen bieden aan groepsdruk, het vermogen om problemen op te lossen en sterke communicatieve vaardigheden. 
Right To Play gebruikt de vele mogelijkheden van sport en spel om de gezondheid te verbeteren, sociale vaardigheden aan te leren en het ontwikkelt daarmee vrede en conflict oplossende vaardigheden voor kinderen en jongeren in de meest kansarme gebieden in de wereld. Rolmodellen, familie, Coaches, leraren, vrienden en ook de ambassadeurs van Right To Play spelen een belangrijke rol bij het overbrengen van gedragsverandering. Door onze sport en spel activiteiten leren kinderen om in teams samen te werken en elkaar te respecteren. De normen en waarden van sport. 

## Ambassadeur
Veel bekende (oud-)topsporters zijn ambassadeur of ondersteunen Right To Play op een andere manier. 
Dit zijn onder meer:
- Floris Evers
- Sophie Polkamp
- Femke Heemskerk
- Floris Jan Bovelander
- Barbara de Loor
- Arnold Vanderlyde
- Bart Veldkamp
- Simon Cziommer